# Општина Замбреаска (Телеорман)
Замбреаска (рум. Zâmbreasca) општина је у Румунији у округу Телеорман.
Oпштина се налази на надморској висини од 133 m.